# Karakašica
Karakašica falu Horvátországban Split-Dalmácia megyében. Közigazgatásilag Sinjhez tartozik.

## Fekvése
Splittől légvonalban 29, közúton 38 km-re északkeletre, községközpontjától légvonalban 3, közúton 4 km-re északra, a dalmát Zagora középső részén, az 1-es számú főút mentén fekszik.

## Története
A középkorban területe a Subićok majd Nepilićek birtoka volt. 1536-ban elesett Sinj vára és vele együtt ez a térség is török uralom alá került. Sinj várával együtt 1686-ban szabadult fel a török uralom alól. Ezt követően a velencei hatóságok irányításával és rámai ferences szerzetesek vezetésével Boszniából és Hercegovinából keresztény lakosság érkezett. 1699-ben a karlócai béke értelmében a terület végképp felszabadult, de a béke nem maradt tartós. Az újabb velencei-török háborúnak az 1718-as pozsareváci béke vetett véget, mely után a török veszély végképp megszűnt ezen a vidéken. A velencei uralomnak 1797-ben vége szakadt és osztrák csapatok vonultak be a településre. 1806-ban az osztrákokat legyőző franciák uralma alá került, de Napóleon lipcsei veresége után 1813-ban újra az osztrákoké lett. A Habsburg uralom 1918-ig tartott. 1918-ban az új szerb-horvát-szlovén állam, majd később Jugoszlávia részévé vált. 1857-ben 265, 1910-ben 345 lakosa volt. A második világháború idején a Független Horvát Állam, majd a háború után a szocialista Jugoszlávia része lett. Területe 1991-től a független Horvátországhoz tartozik. 2011-ben 665 lakosa volt.

## Lakosság
| Lakosság változása | Lakosság változása | Lakosság változása | Lakosság változása | Lakosság változása | Lakosság változása | Lakosság változása | Lakosság változása | Lakosság változása | Lakosság változása | Lakosság változása | Lakosság változása | Lakosság változása | Lakosság változása | Lakosság változása | Lakosság változása |
| ------------------ | ------------------ | ------------------ | ------------------ | ------------------ | ------------------ | ------------------ | ------------------ | ------------------ | ------------------ | ------------------ | ------------------ | ------------------ | ------------------ | ------------------ | ------------------ |
| 1857               | 1869               | 1880               | 1890               | 1900               | 1910               | 1921               | 1931               | 1948               | 1953               | 1961               | 1971               | 1981               | 1991               | 2001               | 2011               |
| 265                | 805                | 578                | 393                | 396                | 345                | 1.264              | 1.373              | 465                | 527                | 583                | 603                | 584                | 686                | 705                | 665                |

(1869-ben, 1921-ben és 1931-ben Čitluk, Jasensko és Šuhac lakosságát is ide számították.)

## Nevezetességei
Szent Leopold Mandić tiszteletére szentelt római katolikus temploma 1978-79-ben épült. A sinji plébánia filiája. Betonból készült épület fedett bejárattal és sekrestyével, mely egyúttal hittanteremként is szolgál. Harangtornyában, melyet 2013-13-ban emeltek három harang található.